# David Armitage
David Armitage (Stockport, 1 de febrero de 1965) es un historiador británico que ha escrito sobre historia intelectual e internacional. Ha sido presidente del departamento de historia y es profesor Lloyd C. Blankfein de historia en la Universidad de Harvard.

## Biografía
Nació en Stockport, Inglaterra y se educó en Stockport Grammar School antes de asistir al St Catharine's College de la Universidad de Cambridge. Después de recibir su licenciatura, se embarcó en un doctorado en inglés, con la intención inicial de escribir su tesis doctoral sobre las fuentes clásicas de Shakespeare y los poetas neoclásicos ingleses. Durante el curso de su investigación, se interesó en la relación entre republicanismo e imperio en las obras de John Milton y se sintió cada vez más atraído por la disciplina de la historia intelectual. Financiado por una beca Harkness, se tomó dos años de descanso de su doctorado para volver a capacitarse como historiador en el Instituto de Estudios Avanzados de la Universidad de Princeton. Obtuvo su doctorado en historia en Cambridge en 1992 con su disertación El imperio británico y la tradición cívica, 1656-1742, un estudio de la relación entre la literatura inglesa y las empresas imperiales británicas en las Américas.
Después de completar su doctorado, permaneció en Cambridge hasta 1993 como investigador junior en el Emmanuel College. Luego se unió a la facultad de historia de la Universidad de Columbia, tiempo durante el cual pasó 2000 y 2001 en la Universidad de Harvard con una beca. Se unió a la facultad de Harvard en 2004, y luego se convirtió en profesor de Historia Lloyd C. Blankfein y presidente del Departamento de Historia. En 2008, Harvard lo nombró becario Walter Channing Cabot por "logros y eminencia académica en los campos de la literatura, la historia o el arte". Es miembro de la Real Sociedad de Edimburgo, la Real Sociedad Histórica y la Academia Australiana de Humanidades.
Estaba casado con la profesora de historia de Harvard, Joyce Chaplin.

## Obra

### Libros
- Los orígenes ideológicos del Imperio Británico (Cambridge University Press, 2000)[6]
- Gran Bretaña, 1516-1776: ensayos sobre la historia del Atlántico ( Ashgate, 2004)[7]
- La Declaración de Independencia: una historia global ( Harvard University Press, 2007)[8]
- Fundamentos del pensamiento internacional moderno (Cambridge University Press, 2012)[9]
- El Manifiesto de la Historia (con Jo Guldi, Cambridge University Press, 2014)[10]
- Guerras civiles: una historia en ideas (Penguin Random House, 2017)

### Volúmenes editados
- Milton y el republicanismo (con Armand Himy y Quentin Skinner, Cambridge University Press, 1995)
- Bolingbroke: escritos políticos (Cambridge University Press, 1997)
- Teorías del imperio, 1450-1800 (Ashgate, 1998)
- El mundo atlántico británico, 1500-1800 (con Michael Braddick, Palgrave Macmillan, 2002)
- Pensamiento político británico en historia, literatura y teoría, 1500-1800 (Cambridge University Press, 2006)
- Shakespeare y el pensamiento político moderno temprano (con Conal Condren y Andrew Fitzmaurice, Cambridge University Press, 2009)
- La era de las revoluciones en el contexto global, c. 1760-1840 (con Sanjay Subrahmanyam, Palgrave 2010)
- Historias del Pacífico: océano, tierra, gente (con Alison Bashford, Palgrave, 2014)
- Una historia cultural de la paz en el siglo de las luces (con Stella Ghervas, Bloomsbury Academic, 2020)